# Чемпионат СССР по классической борьбе 1948
17-й Чемпионат СССР по классической борьбе проходил в Ростове-на-Дону (легчайший и средний веса) и Казани (лёгкий и полутяжёлый веса) с 21 по 24 марта 1948 года, в Запорожье (полулёгкий и тяжёлый веса) и Щербакове (наилегчайший и полусредний веса) с 2 по 5 апреля.
Преследуя задачи массового развития спортивной борьбы Комитет по делам физической культуры и спорта при Совете Министров СССР соревнования 1948 года провёл в четырёх городах — Казани, Ростове-на-Дону, Запорожье и Щербакове. В двух последних городах всесоюзные соревнования проходили впервые. К участию допускались по 24 человека в каждой весовой категории. Во всех четырёх городах борьба прошла при переполненных зрителями залах. Среди участников на ковре выступили 23 чемпиона и экс-чемпиона страны, но только четверым чемпионам удалось удержать за собой почётное звание.

## Медалисты
| Весовая категория | Золото                                 | Серебро                                      | Бронза                                      |
| ----------------- | -------------------------------------- | -------------------------------------------- | ------------------------------------------- |
| Наилегчайший вес  | Сергей Спиридонов «Динамо» (Львов)     | Арташес Карапетян «Динамо» (Баку)            | Михаил Климачев «Динамо» (Ростов-на-Дону)   |
| Легчайший вес     | Степан Ропаев «Динамо» (Луганск)       | Аркадий Ленц «Буревестник» (Москва)          | Рашид Мамедбеков «Буревестник» (Баку)       |
| Полулёгкий вес    | Арменак Ялтырян «Динамо» (Киев)        | Андрей Челидзе «Динамо» (Москва)             | Александр Колмановский «Динамо» (Москва)    |
| Лёгкий вес        | Леонид Егоров «Динамо» (Москва)        | Николай Бусурин «Зенит» (Москва)             | Виктор Корнилов «Динамо» (Ленинград)        |
| Полусредний вес   | Валериан Трубчанинов «Спартак» (Львов) | Георгий Термолаев «Спартак» (Ростов-на-Дону) | Василий Анисимов «Буревестник» (Москва)     |
| Средний вес       | Николай Белов «Динамо» (Москва)        | Давид Цимакуридзе «Буревестник» (Тбилиси)    | Григорий Ткаченко «Динамо» (Ростов-на-Дону) |
| Полутяжёлый вес   | Иван Толмачёв «Спартак» (Одесса)       | Александр Выдряков «Зенит» (Тула)            | А. Шагинян «Спартак» (Ереван)               |
| Тяжёлый вес       | Йоханнес Коткас «Динамо» (Таллин)      | Александр Мазур Советская Армия (Москва)     | Арсен Мекокишвили «Динамо» (Москва)         |